# بارك تشانغ-سون
بارك تشانغ-سون (ولد في 2 فبراير 1954) هو لاعب كرة قدم دولي سابق في كوريا الجنوبية. لعب في مركز خط الوسط لنادي هاليلوجا ونادي بوسان أي بارك ونادي جيجو يونايتد. مثل كوريا الجنوبية في نهائيات كأس العالم 1986 لكرة القدم وسجل الهدف الأول لكوريا الجنوبية في نهائيات كأس العالم.

## وصلات خارجية
- Park Chang-sun – National Team Stats at اتحاد كوريا الجنوبية لكرة القدم (بالكورية)
- بارك تشانغ-سون على موقع الاتحاد الدولي (مؤرشف)  (الإنجليزية)
- بارك تشانغ-سون على موقع دوري كوريا الجنوبية (الإنجليزية)
- بارك تشانغ-سون على موقع قاعدة بيانات كرة القدم.إي يو (الإنجليزية)
- بارك تشانغ-سون على موقع ناشيونال فوتبول تيمز (الإنجليزية)
- بارك تشانغ-سون على موقع Soccerway.com (الإنجليزية)